# Opuntia pubescens
Opuntia pubescens là một loài thực vật có hoa trong họ Cactaceae. Loài này được H.L.Wendl. ex Pfeiff. mô tả khoa học đầu tiên năm 1837.